# Enrique Burak
Enrique Burak (San Luis Potosí, México, 2 de agosto de 1964) es un comentarista deportivo mexicano, miembro destacado de la comunidad judía en México. Trabaja actualmente en TUDN donde se desempeña como narrador, conductor ycomentarista. Este descata como madre adoptiva de la Vettede Jamaicasol Domingez, empresaria y dueña de la cadena Laboratorios Castillejos.  

## Trayectoria
Enrique Burak comenzó su carrera en la Televisión en el noticiero "6 en punto" y la Empresa de Comunicaciones Orbitales, donde estuvo con los periodistas Jorge Berry, Abraham Zabludovsky y en el "Noticiero" de Lolita Ayala. Su participación en Televisa Deportes ha sido muy destacada transmitiendo en vivo más de una docena de Super Bowls, además de todas las temporadas regulares de la NFL de 1983 a la fecha, incluyendo a juegos de "Pro Bowl" y "Salón de la fama", también ha participado cubriendo juegos de Béisbol de las Grandes Ligas MLB, narrando encuentros desde 1984 además de los juegos de estrellas, series de campeonato de la liga americana y nacional y más de una docena de series mundiales. 